# Meda (Lombardei)
Meda ist eine italienische Gemeinde in der Lombardei und gehört zur Provinz Monza und Brianza.

## Lage und Einwohner
Meda liegt etwa 23 km nördlich des Stadtzentrums von Mailand und hat 23.534 Einwohner (Stand: 31. Dezember 2023).
Die Nachbargemeinden sind Cabiate im Nordosten, Seregno im Osten, Seveso im Süden, Barlassina im Westen und Lentate sul Seveso im Nordwesten.

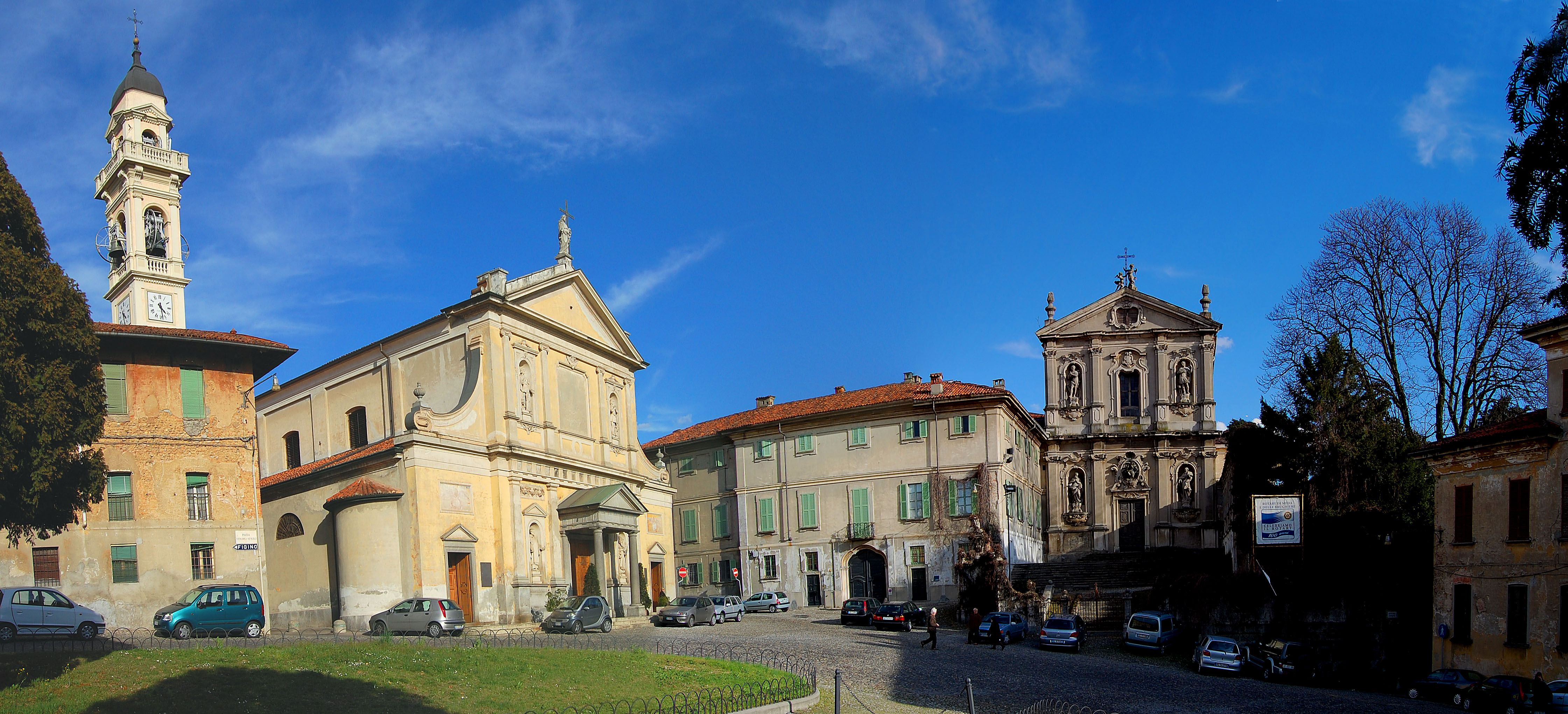
Panorama

### Verkehrsanbindung
Durch die Stadt führt die Staatsstraße 35, im Volksmund dei Giovi genannt. Meda hat einen Bahnhof an der Eisenbahnstrecke Canzo–Merone–Meda–Seveso–Mailand. Von 1912 bis 1952 wurde die Gemeinde auch von der Straßenbahn Monza–Meda–Cantù bedient. Heute wird der Großteil der Strecke von der Linie C80 der ASF Autolinee abgedeckt. Die Linie Z166 von Airpullman (Copreno–Camnago FNM/FS–Meda–Seregno) führt ebenfalls durch Meda, verkehrt jedoch nur während des Schuljahres.

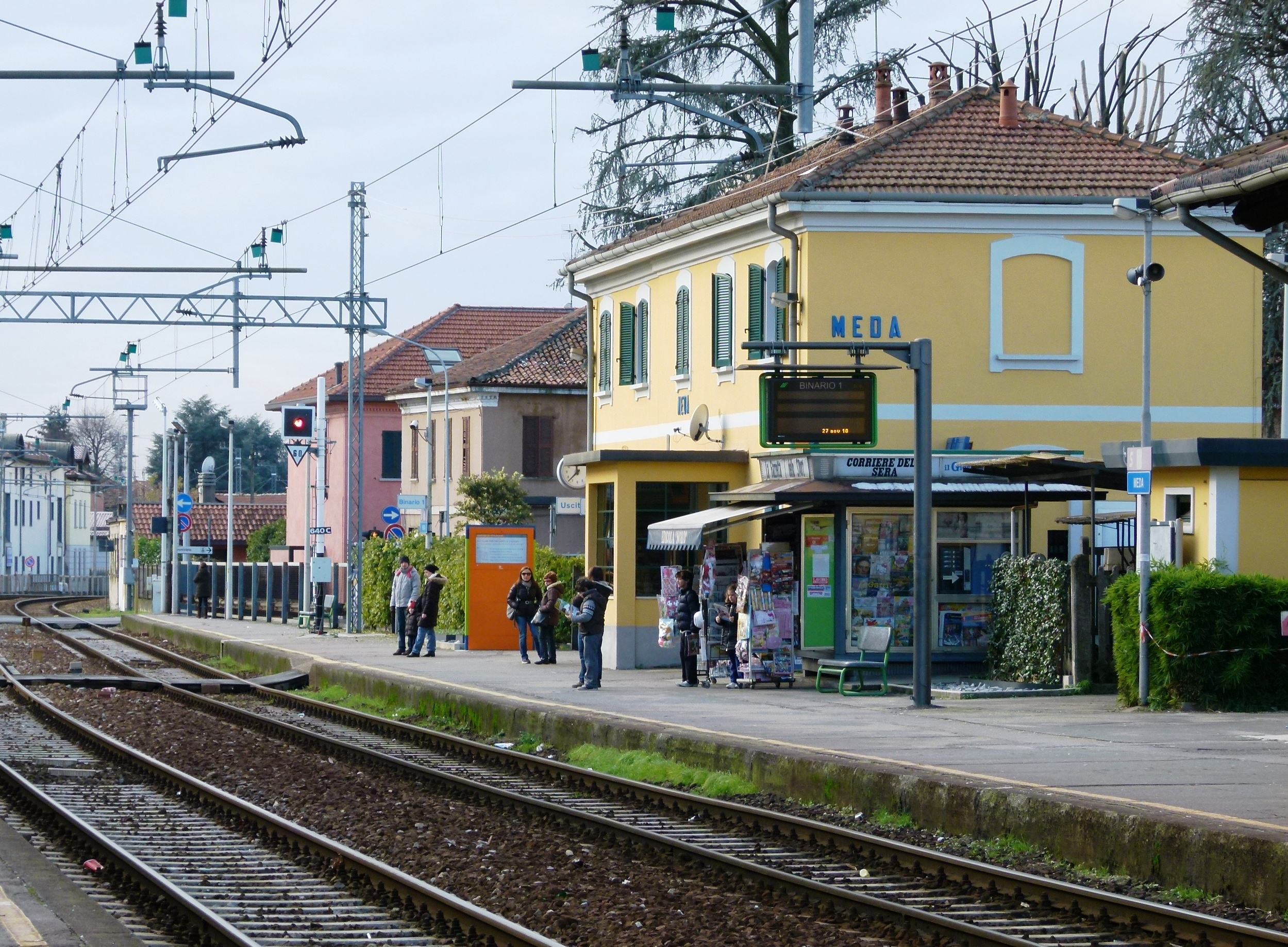
Der Bahnhof von Meda

## Geschichte
Meda war Sitz der chemischen Fabrik Icmesa und Ausgangspunkt des Sevesounglücks.

## Sport
Meda war mehrmals Etappenstart oder Zielort des Giro d'Italia.
- 1979 13. Etappe, Aosta - Meda, Sieger  Dino Porrini
- 1989 17. Etappe, Sondrio - Meda, Sieger  Phil Anderson
- 2000 16. Etappe, Brescia - Meda, Sieger  Fabrizio Guidi
- 1979 14. Etappe, Meda - Bosco Chiesanuova, Sieger  Bernt Johansson
- 1989 19. Etappe, Meda - Tortona, Sieger  Jesper Skibby
- 1996 18. Etappe, Meda - Vicenza, Sieger  Mario Cipollini
- 2000 17. Etappe, Meda - Genova, Sieger  Álvaro González de Galdeano

## Söhne und Töchter der Stadt
- Johann von Meda (1100–1159), Gründer der Humiliaten
- Giuseppe Terragni (1904–1943), Architekt der Moderne
- Johnny Dorelli (* 1937), Musiker und Schauspieler